# Valmartino
Valmartino es una pedanía del municipio de Cistierna, en el noreste de la provincia de León, Comunidad autónoma de Castilla y León, en España. Tiene poco más de cien habitantes y está situada a 1040 metros sobre el nivel del mar. Sus coordenadas son 42° Norte y 5º Oeste. Es uno de los 11 pueblos que componen el Ayuntamiento de Cistierna. Está a 2 km de esta villa en la carretera LE-232 o CL-626 dirección Sahagún. La distancia a León es de 67 km.

## Origen
Su origen histórico se desconoce a ciencia cierta, pero se deduce por los restos arqueológicos encontrados que podría haber estado ya habitada en la época de Cristo por cántabros y astures. Aunque la primera reseña cierta es un documento del monasterio de Sahagún fechado el 8 de julio del año 895 en el que se cita una villa en Valle de Martino sobre el río Esla.

## Historia
La historia de Valmartino se remonta según los indicios arqueológicos al asentamiento de una tribu de influencia celta y de origen cántabro, los vadinienses. En un principio quizás no constituía un poblado si no dos fortificaciones situadas en dos colinas naturales, torrejón de arriba torrejon de abajo, unidas tal vez por un camino que por lógica atravesaría la zona del pueblo denominado Cortina (topónimo muy relacionado en arqueología con yacimientos). Estas dos fortificaciones se veían entre sí lo que refuerza la teoría que formaban una red defensiva.
Vadinios influenciados por la cultura romana ya que su lápida ( monumento funerario ) se encuentran inscripciones en LATIN con la siguiente inscripción:

[ M.D.M. / DOVIDE / ARA F.P. 7 NEGALO / VIRONIGO / RV. AN XXV / ] y un caballo.

Pudiendo ser esta la traducción “Monumento a los dioses manes. Dovideara a su piadosísimo hijo Negalo de los Viróginos, de 25 años”.
Vadinienses

A principios del siglo XX se propuso la teoría de las invasiones célticas tomando como referencia historiadores y geógrafos clásicos que hablaban de celtas en la península ibérica. Pero ni la arqueología aporta datos que confirmen esto ni las recientes investigaciones explican las hipótesis invasionistas. Se puede hablar, como mucho de un proceso de culturización céltica tardía, quebrada con la conquista romana y posterior romanización. A pesar de la mitificación celta tan querida por muchos no hay elementos que lo confirmen, la supuesta invasión celta está hoy desechada y la celtización no es más que una evolución del sustrato y un proceso de aculturación.
Concretando el tema de los cántabros , están los vadinienses como pueblo cántabro asentado en la intersección de las actuales provincias de León, Palencia, Cantabria y Asturias ocupando en León las cabeceras de los ríos Curueño, Porma, Esla y Cea. Presentan la particularidad de restos epigráficos de tipo funerario realizados sobre grandes cantos rodados. En el actual término de Prioro ha aparecido una estela vadiniense conservada en el Museo de León. Su capital fue Vadinia, aunque no se ha identificado dicho lugar.
- Datos: Q6159328